# Pandatsang Rapga
Pandatsang Rapga (en tibetano: སྤོམ་མདའ་ཚང་རབ་དགའ་, wylie: spom mda' tshang rab dga 1902–1974) fue un aristócrata tibetano de la región de Kham de ideas revolucionarias liberales. Ragpa provenía del poderoso y acaudalado clan Pandatsang, uno de los más ricos de la región. Ragpa creía firmemente en la necesidad de derrocar al dalái lama, gobernante temporal y espiritual de Tíbet, abolir la teocracia y el feudalismo y establecer un sistema político occidental, para lo cual fundó el Partido Revolucionario de Tíbet. Furioso anticomunista, Ragpa era admirador de Sun Yat Sen y Chiang Kai-chek y apoyaba la absorción de Tíbet dentro de la República de China. Tras la invasión maoísta a Tíbet escapó a India y luego a Taiwán donde falleció.